# 叙利亚内战对黎巴嫩的影响

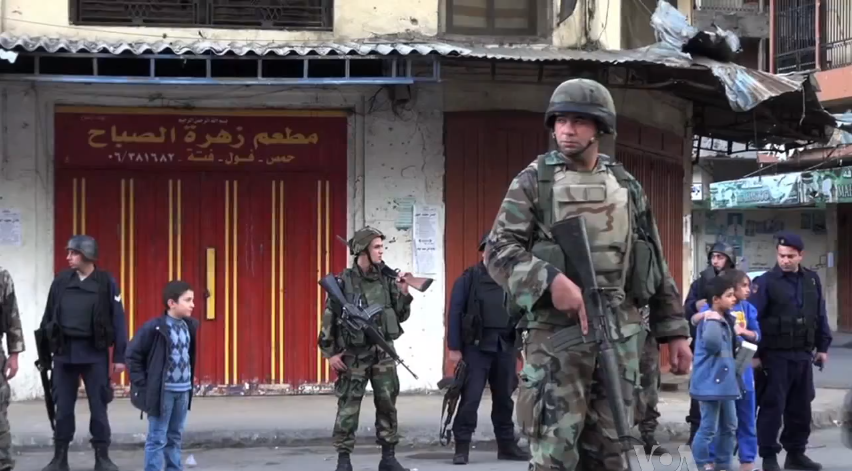
2012年教派冲突后黎巴嫩政府军在的黎波里街头执勤

随着叙利亚内战逐步升级，战斗也从叙利亚蔓延到了黎巴嫩。黎巴嫩境内的支持和反对叙利亚政府的派别中都有成员来到叙利亚参与内战。而在黎巴嫩境内，双方也发生了冲突。
叙利亚内战也被认为煽动了黎巴嫩境内的宗派冲突，因为黎巴嫩的逊尼派大多支持叙利亚反对派武装。而什叶派大多支持阿萨德政府，因为巴沙尔·阿萨德属于阿拉维派，该教派通常被认为是什叶派的分支。在黎巴嫩全境，针对外国人的谋杀、骚乱和绑架时有发生。
在2011年中旬在的黎波里的一次冲突中，共有7人丧生、59人受伤。2012年3月冲突蔓延到了贝鲁特，之后蔓延到了黎巴嫩南部和东部，而政府军被部署到了黎巴嫩北部和贝鲁特。截止2013年12月至少有355人在冲突中丧生、超过2,000人受伤。
在黎巴嫩政治格局中。由沙烏地阿拉伯支持的“三月十四日聯盟”（March 14 Alliance）支持叙利亚反对派，而伊朗支持的“三月八日联盟”支持叙利亚政府。

## 背景
自从2005年雪松革命及叙利亚军队从黎巴嫩撤离之后，黎巴嫩政治格局被分化为支持叙利亚政府的“3月8日联盟”以及反对叙利亚政府的“3月14日联盟”。“3月14日联盟”由逊尼派为主要组成部分的未来阵线领导，并且与基督教马龙派组成的黎巴嫩长枪党结盟。该政治联盟呼吁黎巴嫩支持叙利亚自由军并且对叙利亚政府持更加强硬的立场。这一呼吁被占主导地位的“3月8日联盟”所拒绝。该联盟包括黎巴嫩真主党以及与其结盟的隶属于基督教马龙派的自由爱国党及其他一些政党。
黎巴嫩未来阵线领导人Okab Sakr被怀疑卷入到支持叙利亚反对派的活动。在起初他否认了这一指责，但在黎巴嫩《Al Akbhar》报公开了录有他与叙利亚反对派进行武器交易的录音带后他承认他卷入了支持叙利亚反对派的活动。Okab Sakr之后声称录音带是经过剪辑的，他只向叙利亚方面提供了牛奶和毛毯。
来自的黎波里的逊尼派极端分子中有很多人前往叙利亚加入了恐怖组织努斯拉阵线。而真主党武装分子则進駐叙黎边境居住着什叶派群众的城镇，保衛它們免遭叙利亚反对派的袭击。黎巴嫩政府军则避免卷入到叙利亚内战当中，并阻止黎巴嫩境内发生冲突。

## 时间表

### 早期冲突

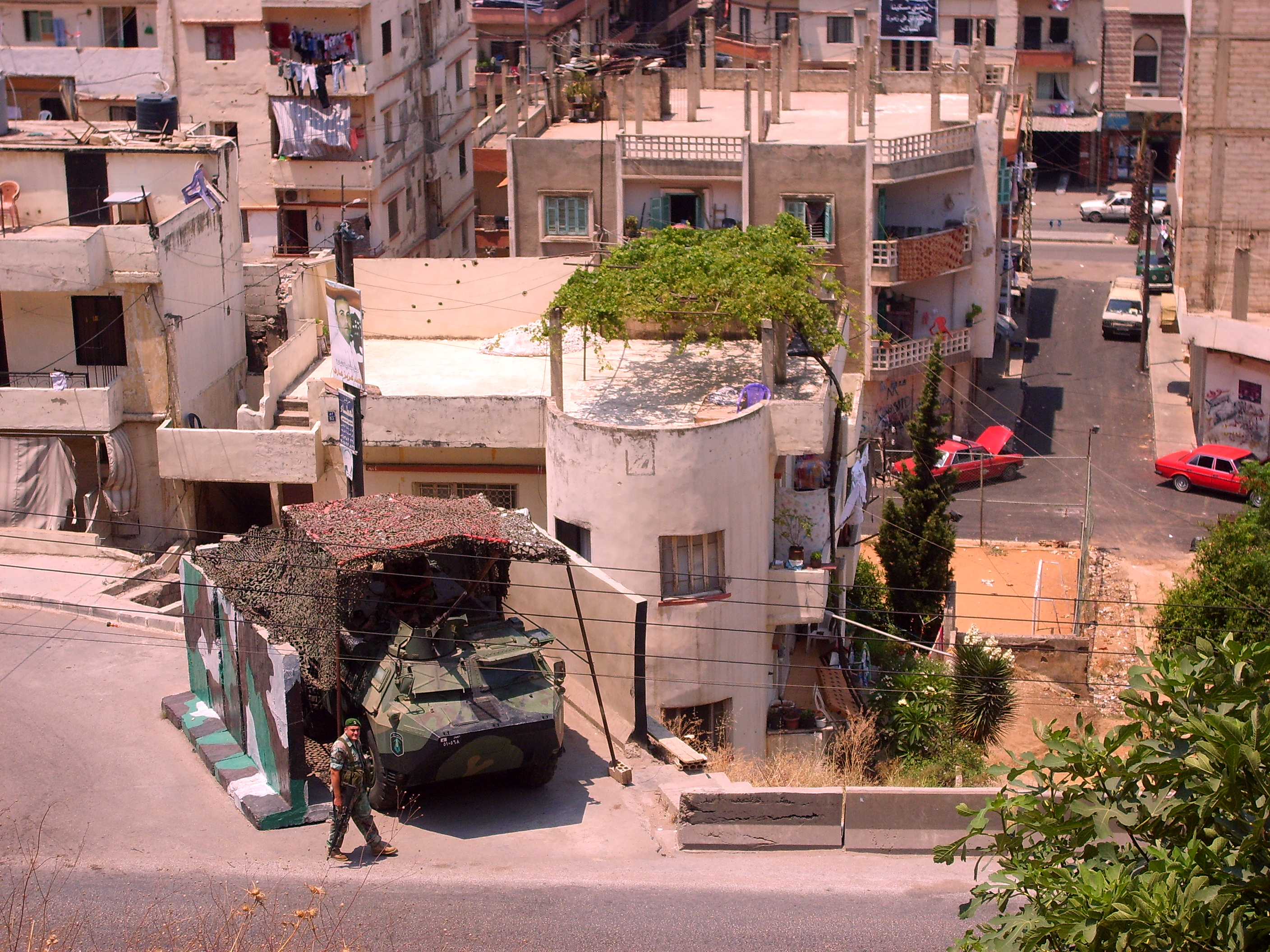
黎巴嫩军队驻守在叙利亚大街上，防止敌对的两个社区发生冲突

2011年6月17日冲突在一个支持叙利亚政府的游行之后爆发。战斗双方分别为来自敌对社区的武装分子。一伙武装分子来自贾巴穆森（Jabal Mohsen），这个社区的居民主要是支持叙利亚政府的阿拉维派。而另一伙武装分子来自巴布艾特巴尼（Bab al-Tabbaneh），该社区居民主要以逊尼派为主，支持叙利亚反对派。冲突共导致7人丧生、59人受伤。死者中包括一名黎巴嫩政府军士兵和一名来自由阿拉维派组成的阿拉伯民主党官员。
2012年2月10日至11日在贾巴穆森和巴布艾特巴尼的冲突导致2到3人丧生。而政府军随后介入了冲突，又导致6名士兵受伤。
2012年4月29日黎巴嫩海军在“Lutfallah II”号集装箱船中查获大批武器弹药。在被黎巴嫩海军阻截之前，这艘船整驶向黎巴嫩北部的的黎波里港。这艘船是从利比亚起航，而在被查获的弹药中很多都来自利比亚。根据BBC的报道，据信这批军火是运给叙利亚反对派的据报道有4人在叙利亚反对派的支持者与来自"Tawheed运动"的逊尼派叙利亚政府支持者之间的冲突中受伤。。

### 2012年5月巴布艾特巴尼—贾巴穆森冲突
2012年5月在的黎波里的萨拉菲主义者要求释放逊尼派伊斯兰教主义者Shadi Mawlawi，此人因为被控是一个恐怖组织成员而被捕。萨拉菲主义者声称如果政府军试图用武力清除他们设立的路障，他们就准备战斗到底。
逮捕Shadi Mawlawi的举动引发了的黎波里的伊斯兰主义者与阿拉维派之间新一轮的冲突。大约2到4人在5月12日夜里的冲突中丧生。战斗发生在一块被逊尼派聚居区包围的阿拉维派聚居区及其周边的逊尼派社区。在那场战斗中，双方使用了火箭弹和自动步枪。在冲突爆发前数小时，黎巴嫩政府军与一群年轻的伊斯兰主义者发生交火。当时这群人正在的黎波里举行抗议活动，要求释放一名恐怖分子嫌疑人。冲突是由于当时这群同情叙利亚反对派的年轻人正试图闯入亲叙利亚政府的叙利亚社会民主党的办公室。 据报道，在死者中有3名是逊尼派平民，一名为政府军军官。
冲突持续到了5月14日，最后总共导致5名阿拉维派和1名逊尼派丧生。5月15日政府军被部署到这一地区并介入到冲突中，导致8人受伤，其中包括1名政府军士兵。截止5月16日，冲突导致11人丧生，其中包括1名士兵。而截至5月18日，在冲突中总共有12人丧生，超过100人受伤。

### 艾哈迈德 阿布德-瓦希德遇害事件
2012年5月20日著名黎巴嫩逊尼派神职人员沙伊赫·艾哈迈德·阿布德-瓦希德（Sheikh Ahmad Abdel-Wahid）及其助手Mohammed Merheb被黎巴嫩政府军射杀。当时他们没有及时在Akkar的一处政府军检查站前及时停下。他的死引发了抗议活动，这些抗议者在全国很多地方用燃烧的轮胎阻断了很多道路。一名逊尼派领导人威胁人如果当局不着手解决这起谋杀事件，他将组建一支“黎巴嫩自由军”。在之后的几天，22名当时在枪击现场的政府军士兵被捕，而未来阵线领导人Khaled Al Daher要求处死他们。
5月22日逊尼派伊斯兰教主义者Shadi Mawlawi在的黎波里获释。
5月24日反对叙利亚政府的“3月14日联盟”呼吁政府关注那些“试图毁灭黎巴嫩的企图”。与此同时在的黎波里，伊斯兰主义者在抗议活动中威胁如果政府不释放那些因为参与2007年黎巴嫩武装冲突而被捕并受到指控的大约180名伊斯兰主义者，他们的示威活动将蔓延到黎巴嫩全境。
5月28日一名平民因为没有在一处政府军检查站前及时停下而被政府军射杀。

### 贝鲁特冲突
5月20日在沙伊赫·艾哈迈德·阿布德-瓦希德遇害之后的那个夜晚，在黎巴嫩Tariq Jdideh社区，来自未来阵线的逊尼派武装分子和Tayyar al-Arabi的逊尼派武装分子发生冲突，导致3人丧生、10人受伤，并且使得黎巴嫩政府以及全国范围内安全局势再次紧张。
9月6日在贝鲁特，未来阵线的成员与部署到当地的政府军发生枪战，2人受伤。

### 绑架事件
2012年5月叙利亚反对派在叙黎边境的Zeita村附近绑架了3名亲叙利亚政府的黎巴嫩人。作为报复，60名叙利亚劳工遭到绑架。这些被绑架者在5月16日被交换并获释。
5月22日至少16名黎巴嫩什叶派朝圣者在阿勒颇被叙利亚自由军绑架。叙利亚自由军否认绑架了这些朝圣者，指责绑架者是黑帮成员并声称将帮助这些朝圣者获救。绑架者声称如果黎巴嫩政府承认叙利亚反对派，他们将释放这些朝圣者。在这些被绑架的人当中，1人在8月25日获释。
在5月末两名黎巴嫩农民亲叙利亚的武装分子被绑架并被带往叙利亚。在黎巴嫩阿拉伯民主党的领导人Rifaat Eid的调解下，这两人在6月3日获释。
在6月有很多人因为其他的绑架事件而被绑架。8月25日一名科威特公民在贝卡谷地的Howsh al-Ghanam遭到绑架，但是这件绑架事件被安全部队怀疑有政治目的。

### 梅克达德绑架事件
信奉什叶派的梅克达德家族绑架了20人，据称这些人主要是叙利亚自由军成员，但也包括了一名土耳其人。这起绑架事件是作为哈桑·梅克达德在2012年8月13日遭到叙利亚自由军绑架的报复行动。梅克达德家族的武装组织威胁如果哈桑·梅克达德不被释放，他们将采取更多行动。多名被绑架者因为与叙利亚自由军无关而被释放。梅克达德家族的发言人声称这起绑架是因为黎巴嫩政府没有采取行动以保证他们家族被绑架的成员获释而进行的。作为对绑架以及警告的回应，沙烏地阿拉伯、卡達、土耳其以及其他波斯灣地区阿拉伯国家警告本国公民离开黎巴嫩。黎巴嫩真主党声称政府无力采取行动解救在境外被绑架的黎巴嫩公民，抗议者对此感到愤怒并封锁了街道。这使得黎巴嫩真主党领导人纳斯鲁拉声称针对真主党的抗议活动已经失去了控制。这一声明又在3月14日引发了群众和媒体对真主党的批评。

### 6月至7月的黎波里冲突
2012年5月30日贾巴穆森社区和巴布艾特巴尼社区之间的冲突又造成2人受伤。
6月2日至3日在的黎波里附近的冲突导致15人丧生，超过60人受伤。作为对这次战斗的回应，政府军重新开进了分隔了交战双方所在的社区的叙利亚大街，并在冲突双方之间设立了缓冲区。在冲突双方达成停火之后，在6月2日夜间又发生了多起违反停火的行为，导致1名警察和1名政府军士兵受伤。
6月8日在的黎波里的阿拉维派社区发生枪战，导致1人丧生、3人受伤。
6月25日在黎巴嫩北部的Miniyeh，由于支持不同的政治派别，多个家族的成员之间爆发冲突。
7月18日在的黎波里的一场庆祝多名叙利亚部长遭到炸弹袭击的反叙利亚活动中，1人因流弹丧生、多人受伤。
7月27日有两人在返回位于贾巴穆森社区的途中遭到不明身份袭击者的刺死。这起袭击事件引起了武装分子之间的冲突，造成15人受伤。

### 叙黎边境的冲突
2012年初夏有兩名真主党武装分子在叙利亚境内与反对派交战时被击毙。
9月17日叙利亚攻击机对Arsal附近的目标发射了3枚导弹，这3枚导弹越过叙黎边境500余公尺。据信当时叙利亚战机正在附近打击叙利亚反对派武装。这次越境攻击事件使得黎巴嫩总统迈克尔·苏莱曼下令发起调查，但没有公开指责这起越境攻击事件。
9月22日一伙叙利亚自由军攻击了对Arsal附近的一处边境哨所，据报道这是一周之内第二次越境袭击事件，武装分子被黎巴嫩政府军赶到了山区。黎巴嫩政府军扣押了这些武装分子，但稍后在当地头面人物的压力下释放了其中的一些人。黎巴嫩总统苏莱曼赞扬了政府军的行动，称其维护了黎巴嫩在外部冲突中的中立地位。他呼吁边境周围的居民拥护政府军并提供帮助。叙利亚政府再次呼吁黎巴嫩加大针对躲藏在黎巴嫩边境地区的叙利亚反对派的打击力道。
10月11日四枚叙利亚政府军的炮弹落入了黎巴嫩城镇Masharih al-Qaa，该地区早先已经由于越境炮弹导致过人员伤亡。但黎巴嫩政府对越境攻击行为的无视态度以及竭力保证不卷入叙利亚内战的态度依旧未变。联合国的报告显示大约8万名来自叙利亚的难民如今正居住在黎巴嫩境内。
在10月黎巴嫩真主党领袖纳斯鲁拉否认真主党成员与叙利亚政府军并肩作战，但声称在叙利亚境内的黎巴嫩人只是在保卫黎巴嫩人居住的村庄免受叙利亚自由军的袭击。

### 2012年6月发生在难民营的冲突
2012年6月16日在巴里德河难民营，1名巴勒斯坦人在与黎巴嫩政府军的冲突中丧生、8人受伤。6月18日在针对黎巴嫩政府军的抗议活动中，兩名巴勒斯坦人在巴里德河难民营丧生、超过10人受伤。在Ain al-Hilweh的活动则导致1名巴勒斯坦人丧生。6月27日在Bourj al-Barajneh发生了冲突，但没有人员伤亡。

### 艾哈迈德·阿萨尔静坐活动
逊尼派神职人员沙伊克·艾哈迈德·阿塞尔（Sheikh Ahmed Al-Assir）及其支持者在黎巴嫩南部城市赛达发起一场静坐示威活动，以抗议黎巴嫩真主党对叙利亚政府的支持。这使得局势变得紧张，之后还发生了阿塞尔的支持者和纳赛尔人民组织（Popular Nasserist Organization）之间的冲突。一名法新社的摄像师在冲突中受伤，在第二天，赛达市举行了与阿塞尔的示威相对的示威活动。
8月8日阿塞尔的支持者与反对者之间发生枪战，导致5人受伤，其中包括两名妇女。

### 米歇尔·萨马哈被捕事件
2012年8月9日黎巴嫩警方拘捕了前黎巴嫩新闻部长米歇尔·萨马哈，之后此人被指控试图建立一支武装组织，在黎巴嫩为叙利亚政府代言，通发动恐怖袭击来煽动宗派暴力冲突。法庭还同时指控两名叙利亚军官，一名是叙利亚国家安全局领导人阿里·马穆鲁克（Ali Mamlouk）少将，另一名是阿德南准将。据报道，米歇尔·萨马哈承认计划对Akkar区及其他黎巴嫩北部目标发动炸弹袭击事件。反对叙利亚政府的“3月14日联盟”要求尽快调查这一事件，并且一旦证实，应该立即中断与叙利亚的外交关系，并且指控米歇尔·萨马哈叛国。支持叙利亚政府的“3月8日联盟”则指责萨马哈被捕事件是“3月14日联盟”的阴谋。

### 的黎波里8月份冲突
2012年8月9日来自Tawheed运动的支持真主党的逊尼派人士与萨拉菲主义者在的黎波里发生冲突。
8月20日至21日根据黎巴嫩安全部队和医疗机构的消息，在的黎波里逊尼派穆斯林与阿拉维派的冲突导致12人丧生、超过100人受伤，其中包括15名政府军士兵。至少有两名死者来自贾巴穆森社区，5人来自巴布艾特巴尼。在死者中有一名年仅13岁的男孩。在政府军受伤人员中有5人是在8月20日的枪战中受伤，还有5人是在次日一起针对一处政府军检查站的手榴弹袭击事件中受伤。
8月22日黎巴嫩政府军再次尝试阻止暴力冲突发生。政府军向长期有冲突的社区派遣了部队。但是，政府军遭遇严重损失，并被迫撤退。在与社区领导人进行对话后，政府军成功使得冲突双方达成停火。
但停火在8月23日以失败告终，在全城范围内爆发了新的一系列冲突。黎巴嫩政府军向街道内部署了坦克以试图再次控制局势。
8月24日在当天黎明Qobbah和 Jabal Muhsin街区逊尼派和阿拉维派武装分子使用轻武器和火箭弹展开交火，逊尼派神职人员Sheikh Khaled al Barade在冲突中被狙击手枪杀。据报道Sheikh Khaled al Barade是一伙逊尼派伊斯兰武装分子的首领，他的死导致城内发生新的教派骚乱，战斗也因此进一步升级。在逊尼派社区至少有7座阿拉维派群众的商铺遭到不明身份的袭击者焚毁，在持续一天的战斗中有两名新闻记者受伤。
据统计这一轮冲突共导致17人丧生、超过120人受伤。

### 维萨姆·哈桑遇刺事件
2012年10月19日在贝鲁特Achrafiyeh社区发生一起汽车炸弹袭击事件，造成8人丧生，其中包括黎巴嫩安全部队情报局长维萨姆·哈桑准将，爆炸袭击事件还造成另外78人受伤。这起爆炸事件是自2008年以来发生在贝鲁特的最为严重的一起袭击事件。由于维萨姆·哈桑被认为与反阿萨德阵营关系密切，所以很快有人怀疑叙利亚政府或其盟友策划了这起袭击事件。维萨姆·哈桑主导着一项调查牵扯到叙利亚及其盟友黎巴嫩真主党卷入了前总理拉菲克·哈里里遇刺事件。但是在调查过程中维萨姆·哈桑本人也是哈里里背刺案的主要嫌疑人，因为他与沙特情报部门关系密切，据称与摩萨德也有联系。
这次暗杀事件在黎巴嫩全国都引发了骚乱事件。黎巴嫩未来电视台的一名主持人号召了人群前往黎巴嫩议会总部，最终导致抗议示威者与警察发生冲突。逊尼派武装分子设立检查站，仔细盘查过路人的宗派隶属关系。
在维萨姆·哈萨死后，萨阿德·哈里里及一些来自反对叙利亚政府的“3月14日联盟”的政治领袖直接指责叙利亚策划了这起袭击事件。
10月21日由暗杀所引发的暴力冲突在全国范围内发生。在贾巴穆森与巴布艾特巴尼两个社区间的冲突中两名小女孩和1名男子丧生。当天晚上，在贝鲁特Tariq al-Jadeedah社区前总理哈里里的拥护者与敌对派别发生冲突。10月22日在的黎波里，兩名逊尼派和1名阿拉维派在冲突中丧生、另有15人受伤。从10月19日到23日的冲突总计造成13人丧生、65人受伤。
10月24日未来阵线的抗议者与黎巴嫩政府军发生冲突。

### 赛达市冲突
2012年11月11日，在黎巴嫩南部城市贝鲁特，逊尼派神职人员沙伊克·艾哈迈德·阿塞尔与黎巴嫩真主党的支持者爆发冲突，导致3人丧生，4人受伤。阿塞尔发表声明，“我们与真主党之间由血债，这笔血债真主党只能用血来了清。”并且他表示正在考虑组建一支武装抵抗组织。

### Tall Kalakh事件
2012年11月30日，来自黎巴嫩北部的大约14到20名伊斯兰主义者（其中包括1名巴勒斯坦人）在叙黎边境的Tall Kalakh遭到伏击并被击毙。这些人是准备前往叙利亚加入反对派的。
12月2日，黎巴嫩政府军与叙利亚反对派在叙黎边境附近发生冲突，冲突没有造成人员伤亡。
2012年12月4日至9日，在的黎波里的冲突至少造成19人丧生，超过140人受伤。这起冲突是由之前Tall Kalakh伏击所引发的，冲突双方为阿拉维派和逊尼派。

### 第二次赛达市冲突
2013年1月3日，在赛达市“纳赛尔主义人民运动”与和真主党有关联的“反抗旅”发生冲突，导致1人丧生，3人受伤。第二天，政府军在赛达市发现一具巴勒斯坦人的尸体。

### 费萨尔·卡拉米车队遇袭事件
2013年1月18日，黎巴嫩青年与体育部长费萨尔·卡拉米的车队在的黎波里遭遇示威者攻击。当时一群示威者正在举行静坐活动，要求释放被关押的恐怖组织“伊斯兰法塔赫”的成员。在事件中有5人受伤。

### Arsal冲突
2013年2月1日，在叙黎边境附近贝卡谷地的Arsal镇，黎巴嫩政府军与萨拉菲派民兵组织发生冲突。当时政府军正试图逮捕1名原教旨主义活动分子。2名政府军士兵丧生，8人受伤。冲突过后，原教旨主义者将被击毙的政府军士兵尸体带到镇内广场并举行庆祝。在叙利亚的拥有武器的逊尼派原教旨主义者出现增强了在黎巴嫩拥有与其相同信仰者的实力。

### 的黎波里新一轮的冲突
2013年3月20日，黎巴嫩北部港口城市的黎波里再次爆发武装冲突，导致至少1人丧生，4人受伤。这起冲突起源于当地医院的一起枪击事件。这起枪击导致3人受伤，其中包括一名黎巴嫩士兵及其兄弟，这两人都来自以阿拉维派为主的贾巴穆森社区。当天夜里再次发生流血冲突，枪手们使用自动武器和火箭弹交火，导致1人丧生，1人受伤。6名阿拉维派在前往贾巴穆森的途中遭到绑架。随后政府军被部署到叙利亚大街上并成功解救了他们。
2013年4月3日，支持叙利亚自由军的枪手向一队油罐车开火，据信这些油罐车运载着运给叙利亚政府的燃油。1人在枪击中受轻伤。
5月14日，在的黎波里的冲突中有5人丧生，20人受伤。
5月19日至20日，贾巴穆森社区和巴布艾特巴尼的冲突又导致2名平民和2名政府军士兵丧生。截止5月22日，大约12人在的黎波里这一轮的冲突中丧生。在成为袭击对象后，黎巴嫩政府军在5月23日撤离了该市街道。在当天夜里的冲突中，6人丧生，而迫击炮第一次在冲突中被使用。截止5月26日，31人在冲突中丧生，204人受伤。死者中包括3名政府军士兵。伤者中有15人是政府军。贾巴穆森社区遭到政府军的搜查，而阿拉伯民主党领导人Rifa'at Eid则对此表示怀疑，因为敌对的巴布艾特巴尼社区并没有遭到突击搜查。

### 针对贝鲁特和赫尔梅尔的火箭弹袭击
2013年5月26日，两枚火箭弹击中了真主党占主导的贝鲁特南部地区，导致5人受伤。而在黎巴嫩北部，两枚火箭弹落入了赫尔梅尔市，造成建筑物受损。叙利亚反对派被指责进行了这次火箭弹袭击事件，因为他们曾发誓要攻击黎巴嫩境内的真主党目标。黎巴嫩真主党帮助叙利亚政府军打击反对派武装，尤其是在边境城镇古赛尔的争夺战。再次之前，叙利亚反对派还曾炮击了赫尔梅尔市。
1名叙利亚反对派成员告诉黎巴嫩电视台：“这次火箭弹袭击事件是警告黎巴嫩真主党和黎巴嫩政府，让黎巴嫩真主党不要插手叙利亚内战。”叙利亚自由军领导人萨利姆·伊德里斯警告如果黎巴嫩政府不阻止真主党插手叙利亚内战，袭击事件将会蔓延到贝鲁特、的黎波里和拉菲克·哈里里机场，但他否认叙利亚自由军发动了火箭弹袭击。

### 第二次Arsal冲突
2013年5月28日，枪手袭击了贝卡谷地的一处军方检查站。2名政府军士兵当场丧生，还有1名死在医院。袭击者随后越过边境逃回叙利亚。3名嫌疑人—1名叙利亚人和2名黎巴嫩人随后被逮捕。在之后的6月6日，不明身份的武装分子再次攻击了这座检查站，但被政府军击退，2名武装分子被击毙。

### 巴贝克冲突
真主党重镇巴贝克遭到来自叙利亚的多枚火箭弹及迫击炮弹袭击。火箭弹和迫击炮弹落在了一大片空地上，因此没有人员伤亡。叙利亚反对派武装被怀疑进行了这次袭击，因为迫击炮和火箭都发射自反对派控制区。
据报道2013年6月2日，至少12名叙利亚反对派在Ain al-Jawzeh遭遇真主党伏击后被击毙。
2013年6月4日，3名叙利亚公民遭一伙驾驶一辆黑色切诺基吉普的身份不明的袭击者绑架。

### 的黎波里新一轮的冲突
2013年3日至4日，在发生针对两名支持真主党的逊尼派领导人遭遇未遂暗杀后，的黎波里再次发生新一轮的冲突，8人丧生，其中包括1名警察，至少70人丧生。另有5名政府军及内部安全部队成员乘车时在的黎波里的Al-Malloula遭到枪手伏击受伤。
2013年6月6日，亲叙利亚政府的叙利亚社会民族主义党成员在的黎波里市中心的一个市场与萨拉菲派分子发生冲突，导致1人死亡，9人受伤， 其中2人是政府军士兵。
6月9日，来自叙利亚一侧的火箭弹、炮弹击中了黎巴嫩Akkar地区的多座建筑物，造成建筑物受损但没有造成人员伤亡。连接Abboudieh口岸和Menjez村的高速公路遭到轰炸。黎巴嫩政府军开始拆除武装分子设立的路障并在叙利亚大街上加强巡逻，因为在的黎波里市中心的冲突仍在持续。而自上周以来，贾巴穆森社区和巴布艾特巴尼的冲突已经导致9人丧生。

### 伊朗大使馆附近的冲突
2013年6月9日，支持真主党的武装分子向反对真主党的抗议示威者开火，导致1人丧生，11人受伤。携带手枪、身着黑色制服并佩戴有真主党臂章的枪手被人看见在一辆公共汽车上与一伙人扭打起来。当这辆公共汽车停在伊朗大使馆外后，真主党的支持者使用警棍打砸车辆，打破了公共汽车的窗户。车上的枪手随后拔出手枪开火。多名示威者被打伤，而他们都没有携带武器。黎巴嫩安全部队官员被打死的示威者是Hashem Salmen，是“3月14日联盟”的成员，该联盟与真主党处于敌对状态。

### 第三次Arsal冲突
2013年6月12日，据报道1架叙利亚陆军直升机向Arsal发射了三枚火箭弹。该镇距离叙黎边境15公里。一枚火箭弹击中了小镇中心，导致人员受伤。
6月16日，4名来自邻近村庄的什叶派在路过Arsal时遭袭身亡，其中的2人是贾法尔家族成员。时任黎巴嫩总理塔马姆·萨拉姆呼吁贝卡谷地的居民保持冷静，避免发生争斗。
由于叙利亚内战，历史悠久的巴贝克国际音乐节被迫变更举办地。单单在2013年6月，就有18枚火箭弹和迫击炮弹落入巴贝克市。6月21日，在支持叙利亚反对派的黎巴嫩人封锁了连接贝鲁特和巴贝克的高速公路一天之后，黎巴嫩政府军重新打通了这条高速公路，这伙人之所以会封锁高速公路是因为什叶派武装分子封锁了通往Arsal的道路。

### 第三次赛达冲突
在2013年6月初，在赛达市东部郊区，忠于真主党的武装分子和支持走强硬路线的沙伊克·艾哈迈德·阿塞尔的支持者之间发生武装冲突。 黎巴嫩政府军被部署到这一地区以平息冲突。
6月23日，在拥有Bilal bin Rabah清真寺的Abra街区的一处政府军检查站附近，忠于沙伊克·艾哈迈德·阿塞尔的武装分子与政府军展开激烈巷战。之后在黎巴嫩其他地方的道路被封锁，而政府军在Ain el-Hilweh难民营遭到袭击。
第二天，黎巴嫩政府军对支持阿塞尔的武装分子展开镇压行动。支持阿塞尔的武装分子攻击了赛达市阿塞尔运作的清真寺附近的一座建筑物。战斗中至少4辆装甲运兵车及多辆军车被摧毁。黎巴嫩政府军突击队占领了一处由忠于阿塞尔的武装分子控制的社区。据报道在政府军突袭了他的房产之后不久，阿塞尔在上午10:00逃离了他的社区，而政府军花了一整天才逐步控制了他的社区。阿塞尔仍然在逃而政府军得到命令要求抓到他或者击毙他。阿塞尔受到指控因为他“冷血地”下令杀死政府军士兵。有62名他的支持者被政府军抓获。
总计至少有50人在这场战斗中丧生，其中包括17或18名政府军，25到40名支持阿塞尔的民兵还有4名真主党武装分子。另有2名平民丧生。100到128名黎巴嫩政府军、60名支持阿塞尔的民兵、15名真主党武装分子和超过50名平民在战斗中受伤。

### 2013年7月贝鲁特爆炸袭击事件
2013年7月9日，在黎巴嫩真主党控制的贝鲁特南部郊区发生一起汽车炸弹袭击事件，导致53人受伤。这起袭击发生在斋月的第一天，被视作为叙利亚内战中逊尼派与什叶派之间的教派冲突对黎巴嫩的波及。

### 针对真主党车队的袭击事件
2013年7月13日，在叙黎边境附近，一支真主党车队遭到炸弹袭击。这场袭击导致一名真主党成员丧生，3人受伤。一个与基地组织有关联的组织承认对此次袭击负责。

### 针对贝鲁特南部的恐怖袭击阴谋
2013年7月，一个由与基地组织有关联并反对叙利亚政府的恐怖组织策划的恐怖袭击计划被揭穿。当时美国中情局向黎巴嫩安全部门官员发出警告并提供了详细情报。根据计划，恐怖组织将使用7吨炸药，炸药由两辆卡车载运，将对由黎巴嫩真主党控制的贝鲁特南郊进行汽车炸弹袭击。而自杀式袭击者将针对一系列真主党和黎巴嫩官员以及来自支持叙利亚政府国家的外交官员进行袭击。

### 2013年8月贝鲁特爆炸袭击事件
2013年8月23日，贝鲁特市发生一起汽车炸弹袭击事件。导致27人丧生。超过200人受伤。一个伊斯兰组织“Aisha Umm-al Mouemeneen”宣称对此负责。这起袭击事件针对的是真主党的重要据点。

### 2013年8月的黎波里袭击事件
2013年8月23日，在的黎波里发生两起炸弹袭击事件，造成重大人员和财产损失。根据黎巴嫩国家电视台报道，47人在袭击中丧生，超过500人受伤。

### 2013年11月Arsal空袭事件
2013年11月14日，两架叙利亚陆军直升机越过叙黎边境进入黎巴嫩，向Arsal发射9枚火箭弹。7枚火箭弹击中并损毁了居民建筑而两枚落在了没有车辆行驶的道路上。袭击中没有关于人员伤亡的报道。

### 2013年伊朗大使馆爆炸袭击事件
2013年11月19日，在贝鲁特的伊朗大使馆遭到两起自杀式爆炸袭击，导致至少23人丧生，超过160人受伤。一个与基地组织有牵连的伊斯兰圣战组织“Abdullah Azzam 旅”宣称对爆炸负责。

### 2013年12月哈桑·拉齐斯遇刺事件
2013年12月4日，黎巴嫩真主党领袖哈桑·拉齐斯在贝鲁特南部遇刺身亡。当时他正在从办公室回家的途中。枪手使用带消音器的小口径手枪近距离射杀了他。一个自称是“Brigades of the Free Sunnis of Baalbak”的黎巴嫩逊尼派组织宣称对暗杀事件负责。该组织认定拉齐斯是“古赛尔大屠杀的制造者”。一些分析人士声称这起暗杀事件导致真主党失去了他们最重要的活动策划者，因为拉齐斯帮助真主党获得在军事行动中所需的最先进的军事装备。

### 2013年12月22日冲突
2013年12月23日，据报道至少32名努斯拉阵线成员在22日真主党在黎巴嫩东部的伏击中被击毙，而真主党也有1名成员丧生。这是自叙利亚内战爆发以来努斯拉阵线与黎巴嫩真主党在黎巴嫩发生的造成人员丧生最多的一起冲突。

### 穆罕默德·沙塔赫遇刺事件
2013年12月27日大约9:40， 在贝鲁特市中心，一起汽车炸弹袭击了穆罕默德·沙塔赫的车队，造成包括沙塔赫在内的8人丧生，70人受伤。 穆罕默德·沙塔赫是前黎巴嫩经济部长和驻美大使。据估计袭击所使用的炸药重达50公斤，被安置在一辆失窃的本田车中。这起袭击被认为是针对沙塔赫的带有政治目的的暗杀事件。

### 2012年1月2日贝鲁特炸弹袭击事件
2012年1月2日，在贝鲁特哈雷特赫赖克区（该地区被认为是真主党的重要活动区域）发生一起汽车炸弹袭击事件，造成至少5人丧生。这起炸弹袭击事件发生在一座被真主党的Al-Manar电视台使用的建筑物外，并且靠近附近被真主党所有的办公建筑。

### 2014年1月16日赫尔梅尔炸弹袭击事件
2014年1月16日，一名自杀式爆炸袭击者在赫尔梅尔市的真主党据点外引爆了汽车炸弹。至少3人在袭击事件中丧生，其中也包括自杀式袭击者，另外还造成26人受伤。

### 2014年1月17日火箭弹袭击事件
2014年1月17日，在发生汽车炸弹袭击事件1天后，数枚火箭弹击中了赫尔梅尔市，没有造成人员伤亡。另一枚火箭弹击中Arsal镇，导致7人丧生，15人受伤。

### 2014年2月20日的黎波里暗杀事件
2014年2月20日，在的黎波里，阿拉伯民主党官员阿卜杜勒·拉赫曼·迪亚布在的他的座车内遭枪击身亡。

## 国内反应
叙利亚内战及其国际影响使得黎巴嫩政坛进一步两极分化。基督教政党和逊尼派政党主导的政治联盟“3月14日联盟”普遍同情叙利亚反对派。2012年8月，隶属于“3月14日联盟”的黎巴嫩长枪党、黎巴嫩力量党、未来阵线的年轻成员组织了一场集会，要求将叙利亚大使驱逐出境。
“3月8日联盟”普遍支持叙利亚政府，但分析人士相信联盟内的一些党派正在试图寻找如果阿萨德政权倒台后的新盟友。政府内一些温和派成员已经开始与阿萨德政权保持距离。而先前与阿萨德政权结盟的Walid Jumblatt的“社会进步党”已经转变立场反对阿萨德政权。
截止2013年2月13日，在黎巴嫩已经有超过18万叙利亚难民。随着叙利亚难民日趋增多，黎巴嫩力量党、黎巴嫩长枪党和自由爱国运动担心黎巴嫩的政治格局将会被侵蚀。

## 国际反应
- 联合国：
  - 2012年3月21日，联合国秘书长潘基文呼吁冲突各方保持冷静。[251]
  - 8月22日，联合国主管政治事务的副秘书长费尔特曼在安理会一次会议中将黎巴嫩局势描述为“危险且不稳定”，并警告日趋恶化的叙利亚局势会威胁到黎巴嫩的稳定。[144][252]
- 俄羅斯：
  - 5月23日，俄罗斯外长拉夫罗夫说叙利亚的动荡局势蔓延至周边国家的威胁时切实存在的，并且可能会有一个非常严重的后果。[253]
- 沙烏地阿拉伯：
  - 5月23日，阿卜杜勒国王致信给黎巴嫩总统米歇尔·苏莱曼。心中表达了对的黎波里近期暴力冲突的关注，尤其是暴力冲突带有教派冲突色彩。[254]
- 美国：
  - 5月25日，美国国务卿希拉里·克林顿呼吁各方保持克制，并声称美国对叙利亚的动乱将导致黎巴嫩局势不稳表示关注。[255]
  - 美国驻黎巴嫩大使毛拉•康奈利与黎巴嫩总统会谈，表达了她对的黎波里安全局势的关注并称赞政府军平息局势的努力。[256]